# Quechuamyia phantasma
Genre
Espèce
Quechuamyia phantasma, unique représentant du genre Quechuamyia, est une espèce de diptères de la famille des Limoniidae.

## Répartition
Cette espèce est endémique de l'Équateur.

## Systématique
Le nom valide complet (avec auteur) de ce taxon est Quechuamyia phantasma Alexander, 1943.